# Aleksandra Herasimenja
Aleksandra Viktorovna Herasimenja (blr. Аляксандра Віктараўна Герасіменя; rus. Александра Викторовна Герасиме́ня; Minsk, 31. prosinca 1985.) je bjeloruska plivačica čija specijalnost je plivanje na 50 i 100 metara slobodnim i leđnim stilom.
Svjetska je prvakinja na 100 metara slobodno iz Šangaja 2011. te na 50 metara slobodno iz Istanbula 2012. S Europskih prvenstava ima 2 zlata, 6 srebra i 7 bronci.
Sudjelovala je na Ljetnjim olimpijskim igrama 2012. u Londonu gdje se natjecala u tri discipline. Na 100 metara delfin zauzela je 13. mjesto u polufinalu i nije uspjela plasirati se u finale. U preostale dvije discipline, na 50 m i 100 metara slobodno osvojila je dvije srebrne medalje. Ujedno to su i prve olimpijske plivačke medalje za Bjelorusiju na olimpijskim igrama.
Ukazom predsjednika Bjelorusije od 6. siječnja 2012., proglašena je za zaslužnu športašicu Bjelorusije, a godinu ranije i za najbolju športašicu Bjelorusije.
Godine 2003. zbog pozitivnog testa na zabranjeni steroid norandrosteron kažnjena je prvobitno na četvorogodišnju suspenziju, da bi joj zbog žalbe kasnije kazna bila smanjena na dvije godine. Herasimenja je sve vrijeme negirala korištenje nedozvoljenih sredstava.
Osvojila je broncu na Olimpijskim igrama u Rio de Janeiru 2016. godine na 50 m slobodno.